# Comme un roc
Singles de Johnny Hallyday
Rouler sur la rivière
(1997) Ce que je sais
(1998)
Clip vidéo
[vidéo] « Comme un roc », sur YouTube
Comme un roc est une chanson de Johnny Hallyday issue de son album de 1996 Destination Vegas. Le 16 juin 1997 (six mois après la sortie de l'album) la chanson est parue en single.
C'est une adaptation française, par Philippe Labro, de la chanson américaine Like a Rock, écrite par Bob Seger. Il l'a enregistrée avec son groupe Silver Bullet Band et sortie en 1986.

## Développement et composition
L'enregistrement de Johnny Hallyday a été produit par Chris Kimsey (en).

## Discographie
- 13 décembre 1996 : CD album Mercury Universal 534 493-2[2] Destination Vegas.

- 16 juin 1997 : CD single Philips / Mercury 574552-2 (PolyGram), France : Comme un roc, Memphis est loin d'ici[3].

- 2003 : double CD Mercury Universal 077 225-2 Live at the Aladdin Theatre (1ère diffusion en CD du concert à l'Aladdin de Las Vegas du 24 novembre 1996).